# Johan Gabriel Schenström
Johan Gabriel Schenström, född 7 oktober 1804 i Skänninge, Östergötlands län, död 8 januari 1877 i Stora Åby församling, Östergötlands län, var en svensk präst.

## Biografi
Johan Gabriel Schenström föddes 7 oktober 1804 i Skänninge. Han var son till rådmannen Anders Gabriel Schenström och Margareta Sofia Hollman. Schenström blev 1824 student vid Uppsala universitet, Uppsala. Han tog 1830 filosofie kandidat, 16 juni 1830 filosofie doktor och blev 20 maj 1835 kollega i Norrköping. Schenström blev 22 oktober 1836 apologist i Norrköping och 23 september 1837 kollega därstädes. Den 22 augusti 1842 blev han kollega vid Hedvig Eleonora församlings apologistskola i Stockholm och blev 29 april 1845 rektor därstädes. Schenström prästvigdes 30 augusti 1846 och tog 26 augusti 1846 pastoralexamen. Han blev 19 maj 1854 kyrkoherde i Västra Tollstads församling, tillträde 1855 och kyrkoherde 21 augusti 1863 i Stora Åby församling, tillträde 1866. Mellan 1863 och 1866 var han landstingsman. Schenström avled 8 januari 1877 i Stora Åby socken.

### Familj
Schenström gifte sig 7 oktober 1853 med Erika Johanna Boström (född 1823). Hon var dotter till rådmannen Johan Erik Boström och Maria Sundgren. De fick tillsammans barnen Sofia Matilda Laura Gabriella (född 1854) och Mauritz Gabriel (född 1856).